# Monaco au Concours Eurovision de la chanson 1975
Monaco a participé au Concours Eurovision de la chanson 1975 le 22 mars à Stockholm, en Suède. C'est la 17e participation monégasque au Concours Eurovision de la chanson.
Le pays est représenté par la chanteuse Sophie et la chanson Une chanson c'est une lettre, sélectionnées en interne par Télé Monte-Carlo.

## Sélection interne
Le radiodiffuseur monégasque, Télé Monte-Carlo, choisit l'artiste et la chanson en interne pour représenter Monaco au Concours Eurovision de la chanson 1975.
Lors de cette sélection, c'est la chanson Une chanson c'est une lettre, écrite par Boris Bergman, composée par André Popp (également le chef d'orchestre) et interprétée par la chanteuse française Sophie (de son nom entier Sophie Hecquet), qui fut choisie.
| Ordre | Interprète | Chanson                      | Langue   |
| ----- | ---------- | ---------------------------- | -------- |
| 1     | Sophie     | Une chanson c'est une lettre | Français |

## À l'Eurovision

### Points attribués par Monaco
| 12 points | Royaume-Uni |
| 10 points | Pays-Bas    |
| 8 points  | Finlande    |
| 7 points  | France      |
| 6 points  | Suède       |
| 5 points  | Suisse      |
| 4 points  | Espagne     |
| 3 points  | Turquie     |
| 2 points  | Norvège     |
| 1 point   | Italie      |

### Points attribués à Monaco
| 12 points | 10 points    | 8 points               | 7 points                          | 6 points |
| --------- | ------------ | ---------------------- | --------------------------------- | -------- |
|           |              |                        |                                   |          |
| 5 points  | 4 points     | 3 points               | 2 points                          | 1 point  |
| - Italie  | - Luxembourg | - Allemagne - Portugal | - Finlande - Israël - Royaume-Uni | - Malte  |

Sophie interprète Une chanson c'est une lettre en 14e position lors de la soirée du concours, après la Turquie et avant la Finlande.
Au terme du vote final, Monaco termine 13e sur les 19 pays participants ayant reçu 22 points,.